# Hyaloseris
Hyaloseris  es un género de plantas con flores de la familia de las asteráceas.  Comprende 11 especies descritas y de estas, solo 4 aceptadas. Es originario de Sudamérica.

## Taxonomía
El género fue descrito por Maguire, Steyerm. & Wurdack y publicado en Symbolae ad Floram Argentinam 212–213. 1879.	La especie tipo es: Gochnatia cinerea Griseb. = Hyaloseris cinerea (Griseb.) Griseb.	

## Especies aceptadas
A continuación se brinda un listado de las especies del género Hyaloseris aceptadas hasta julio de 2012, ordenadas alfabéticamente. Para cada una se indica el nombre binomial seguido del autor, abreviado según las convenciones y usos.
- Hyaloseris andrade-limae Cristóbal & Cabrera
- Hyaloseris catamaquiensis Kosterm.
- Hyaloseris cinerea (Griseb.) Griseb.
- Hyaloseris rubicunda Griseb.